# Bogucin Duży
Bogucin Duży – wieś w Polsce położona w województwie małopolskim, w powiecie olkuskim, w gminie Klucze.
2 czerwca 1273 miała tu miejsce bitwa pod Bogucinem.
W latach 1975–1998 miejscowość administracyjnie należała do województwa katowickiego.